# Partisan (guérilla)
Pour les articles homonymes, voir Partisan.

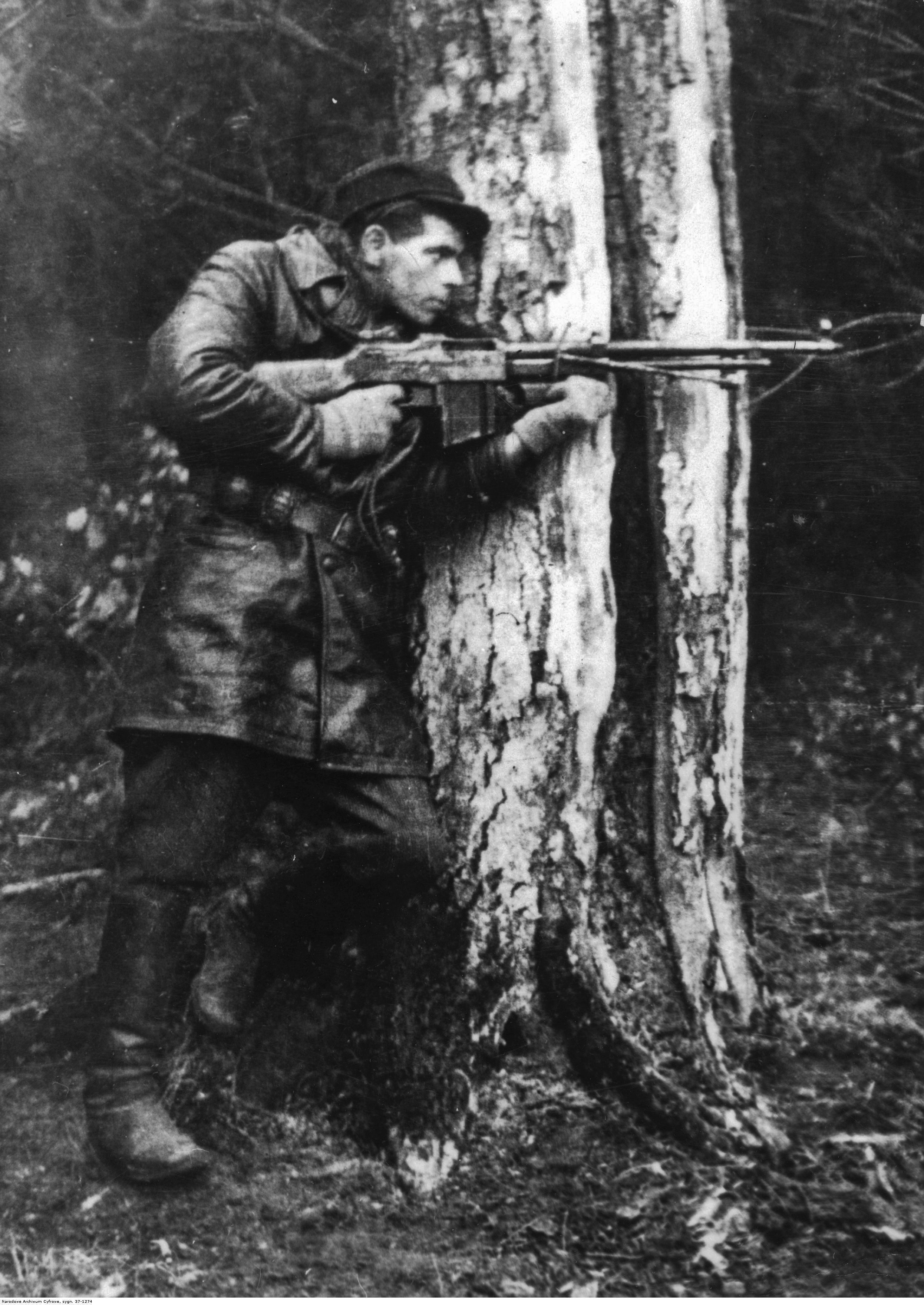
Zdzisław de Ville alias « Zdzich », soldat de l'unité « Jędruś », district de Radomsko-Kielecki de l'Armée de l'Intérieur avec une mitrailleuse à main.Sur le front de l'Est de la seconde guerre mondiale, d'anciens soldats résistent comme partisans sur les arrières de la Blitzkrieg allemande.

Le nom de partisan peut être donné à une personne pratiquant la guérilla. La guerre de partisans a son origine en 1809 (Espagne) et 1812 (Russie) et a été théorisée dès 1821 par le général de l'armée russe Denis Davydov dans un livre qui a eu un grand retentissement, l'Essai sur la guerre de partisans.
Au XXe siècle, le mot a été notamment utilisé pour désigner les organisations paramilitaires de résistants qui s'opposèrent aux régimes fascistes et aux forces militaires de l'Allemagne nazie en Europe au cours de la Seconde Guerre mondiale. Dans ce contexte, le mot a été détourné de son sens originel par les mouvements communistes pour en revendiquer l'appellation, le nom de Partisans étant dès lors utilisé de manière récurrente pour désigner les seuls mouvements de résistance communistes.
Certains chants de partisans sont notoires :
- Bella Ciao, chant des partisans italiens ;
- Chant des partisans : chant utilisé par la Résistance française ;
- Chant des partisans de l'Amour : chant traditionnel soviétique ;
- La Complainte du partisan, diffusé par la BBC à destination de la France occupée ;
- Les Partisans, chant soviétique ;
- Les Partisans blancs, chant anticommuniste russe blanc.

Dans les anciens pays communistes d'Europe centrale et orientale, plusieurs clubs sportifs avaient inséré le mot « Partisan » dans leur nom officiel : par exemple, le Partizan Belgrade.

## Source
- Cet article est partiellement ou en totalité issu de l'article intitulé « Partisan » (voir la liste des auteurs).